# Palpibidion
Palpibidion is een kevergeslacht uit de familie van de boktorren (Cerambycidae). De wetenschappelijke naam van het geslacht werd voor het eerst geldig gepubliceerd in 2003 door Martins & Galileo.

## Soorten
Palpibidion is monotypisch en omvat slechts de volgende soort:
- Palpibidion minimum Martins & Galileo, 2003